# Cazilhac, Aude
Cazilhac là một xã của Pháp, nằm ở tỉnh Aude trong vùng Occitanie.
Người dân địa phương trong tiếng Pháp gọi là Cazilhacois. 
Xã này thuộc vùng đô thị Carcassonne, cự ly 4 km so với Carcassonne.
Các xã giáp ranh:Cavanac, Palaja và Carcassonne.

## Hành chính
| Danh sách các xã trưởng                |           |                  |      |         |
| Giai đoạn                              | Giai đoạn | Tên              | Đảng | Tư cách |
| tháng 3 năm 2001                       | 2014      | Jean Luc Sarrail |      |         |
| Tất cả các dữ liệu trước đây không rõ. |           |                  |      |         |

## Thông tin nhân khẩu
| Năm    | 1962 | 1968 | 1975 | 1982 | 1990 | 1999 | 2004 | 2007 |
| ------ | ---- | ---- | ---- | ---- | ---- | ---- | ---- | ---- |
| Dân số | 242  | 257  | 1178 | 1357 | 1384 | 1449 | 1528 | 1776 |